# Gallblomflugor (Pipiza)
Gallblomflugor (Pipiza) är ett släkte av tvåvingar som beskrevs av Carl Fredrik Fallén 1810. Gallblomflugor ingår i familjen blomflugor.

## Bildgalleri

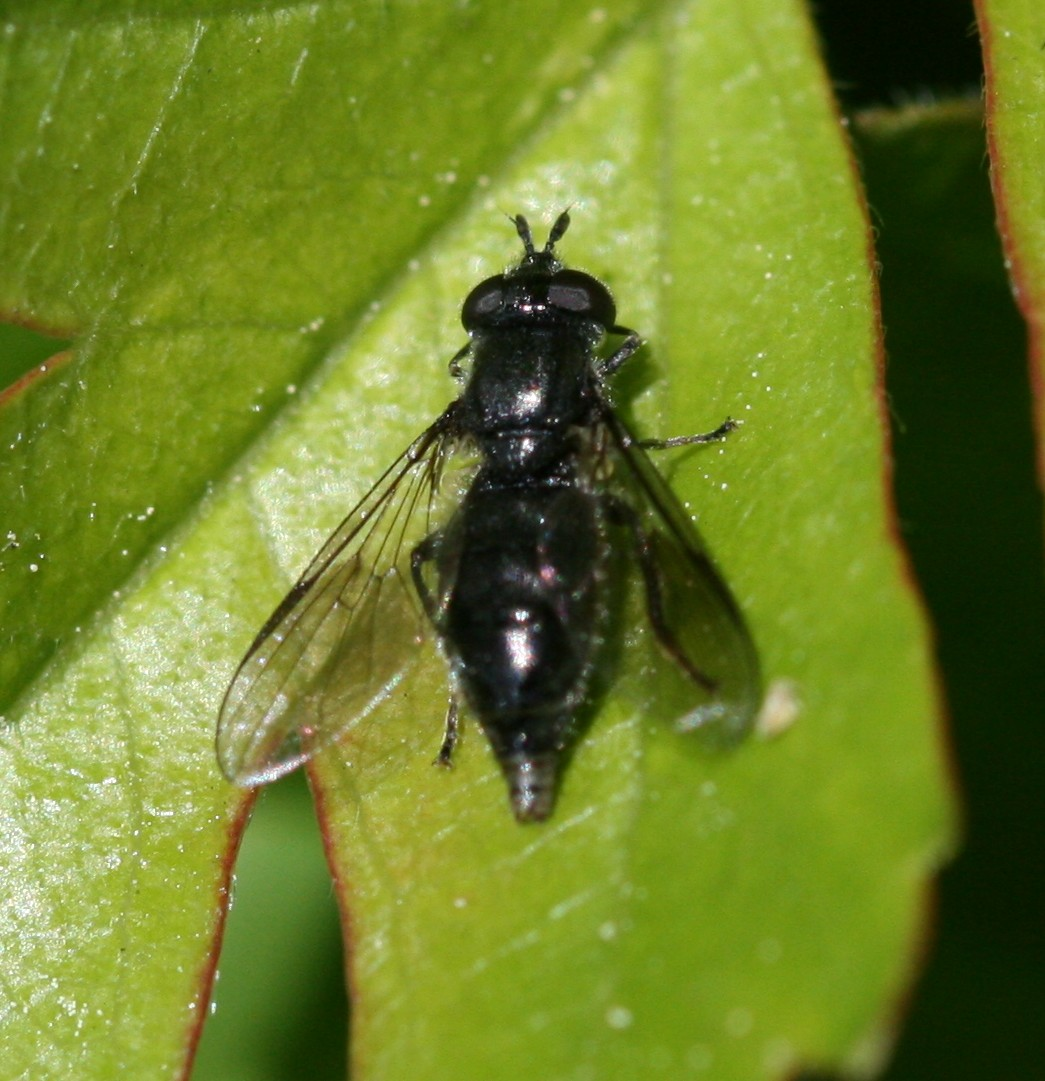
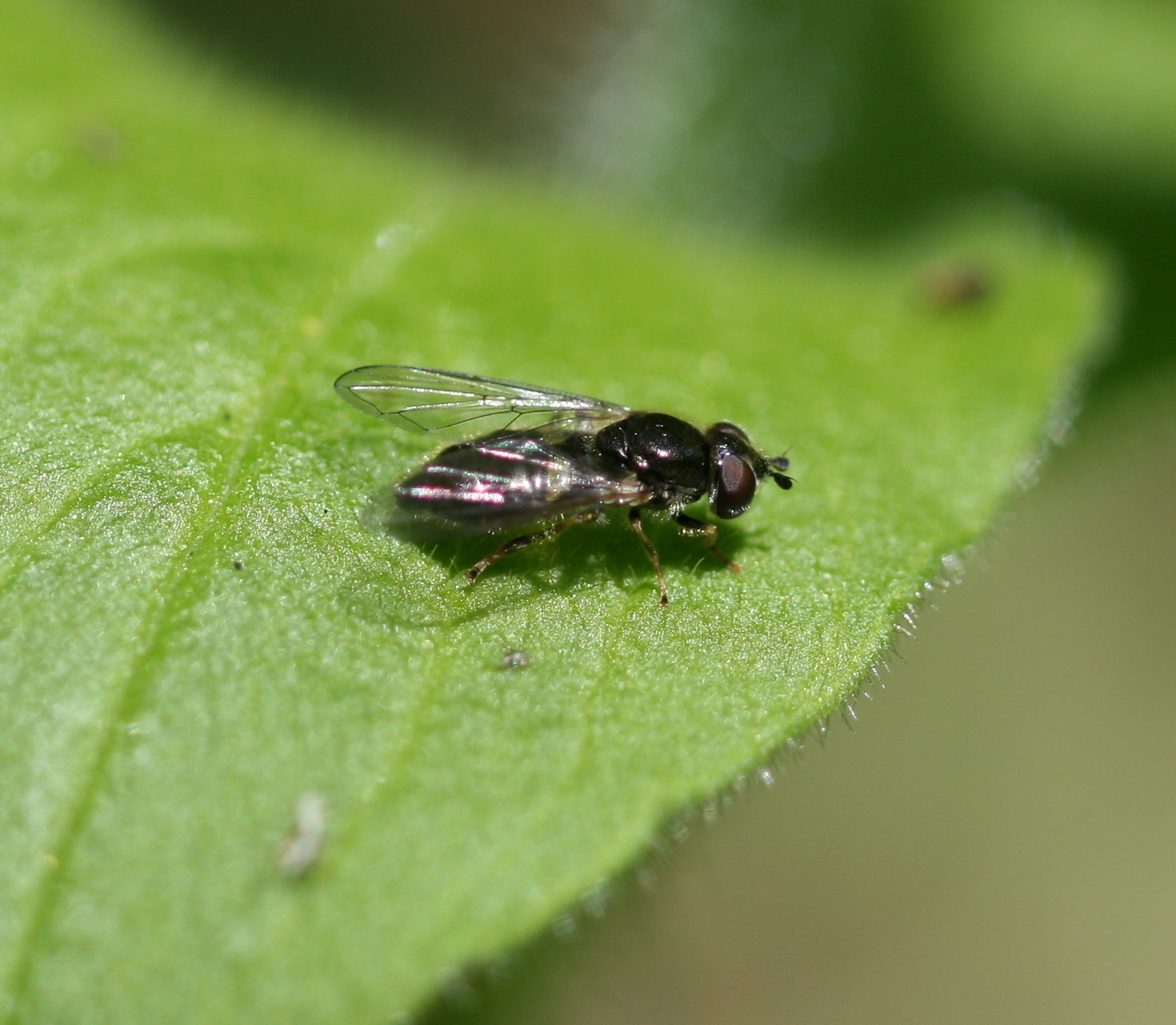
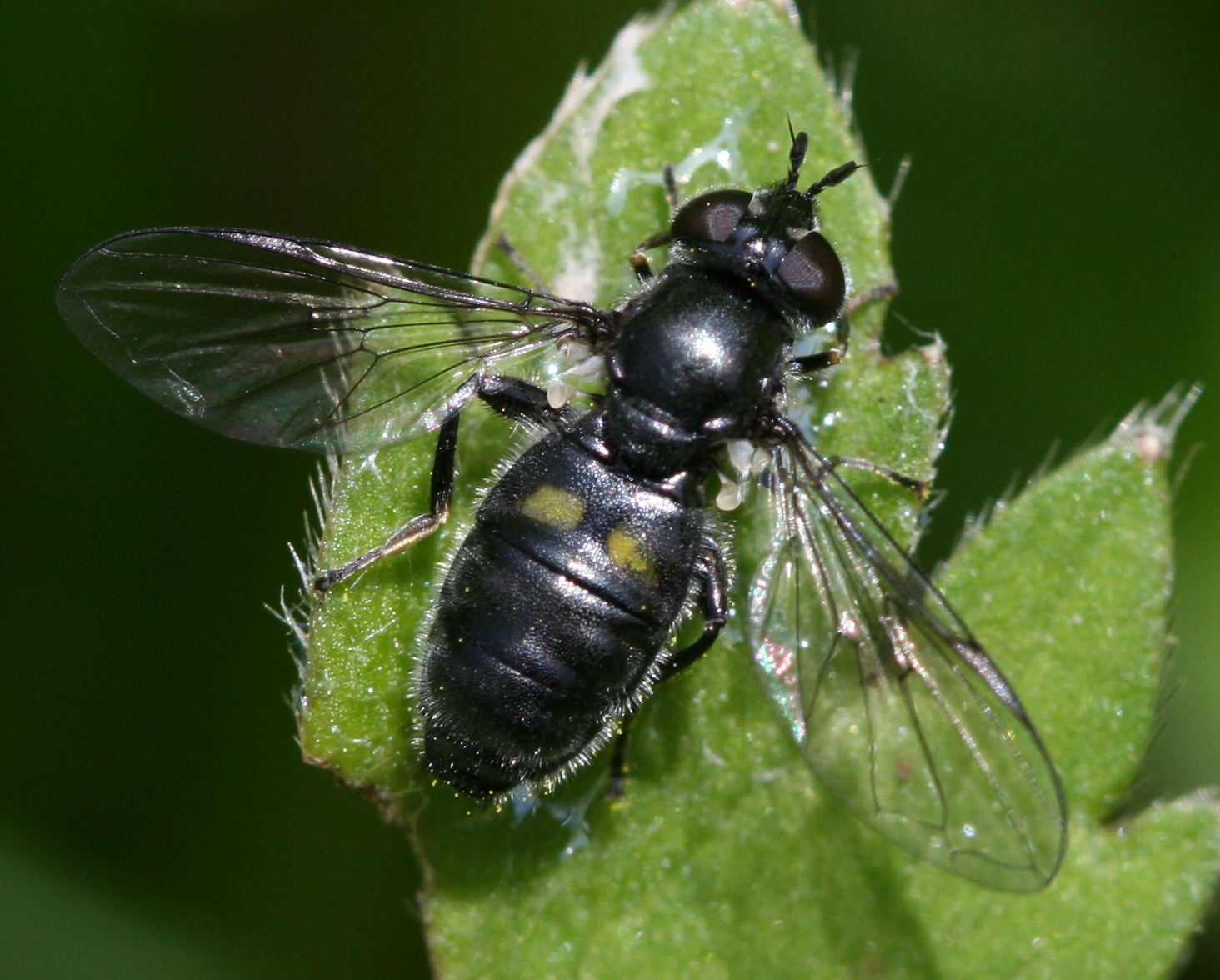
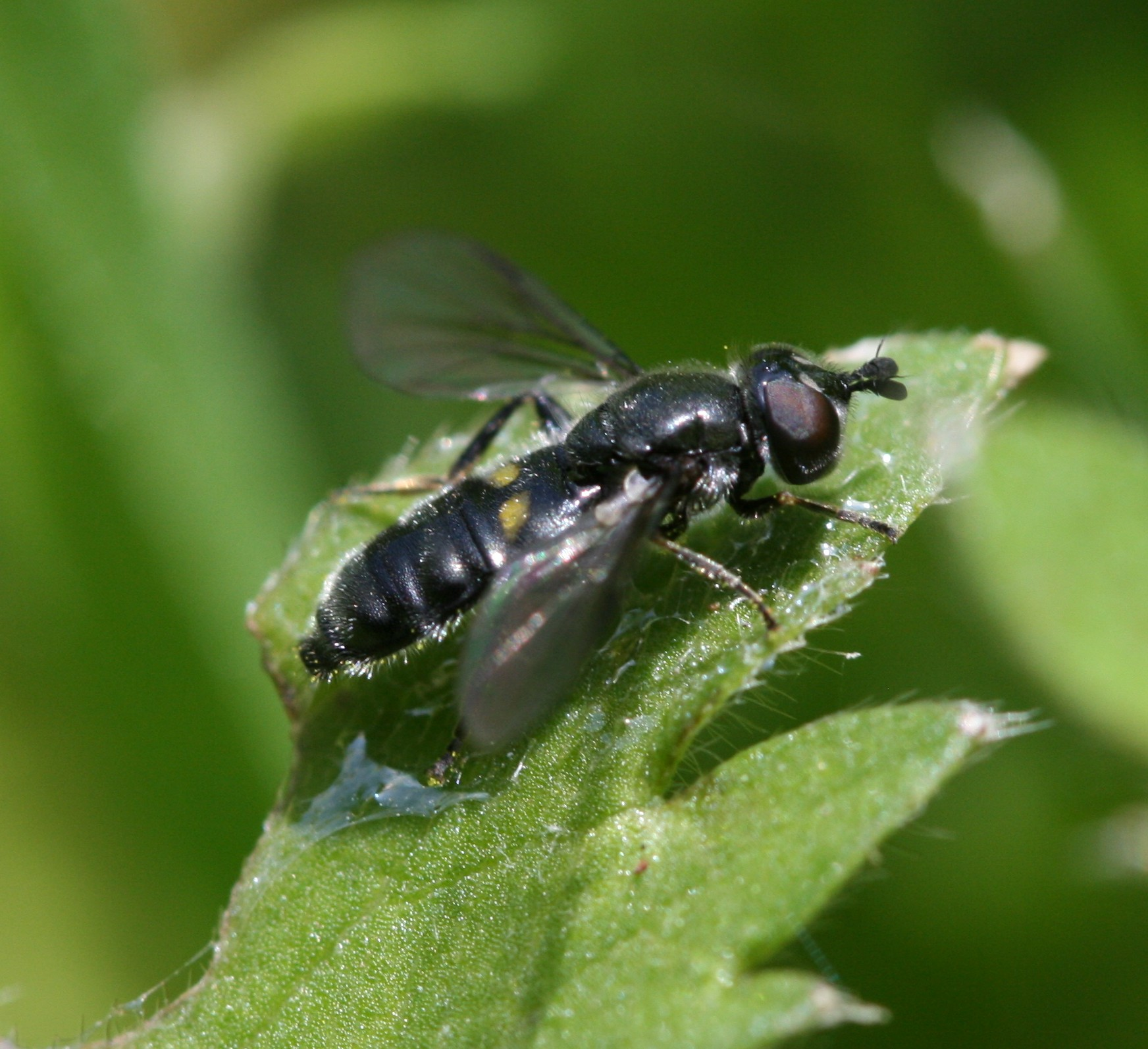

## Dottertaxa till gallblomflugor, i alfabetisk ordning[1][2]
- Pipiza abdominalis
- Pipiza accola
- Pipiza atrata
- Pipiza aurantipes
- Pipiza aurea
- Pipiza austriaca
- Pipiza bellula
- Pipiza bimaculata
- Pipiza carbonaria
- Pipiza claripennis
- Pipiza convexifrons
- Pipiza crassipes
- Pipiza cribbeni
- Pipiza cuprea
- Pipiza curtilinea
- Pipiza davidsoni
- Pipiza distincta
- Pipiza fasciata
- Pipiza femoralis
- Pipiza fenestrata
- Pipiza festiva
- Pipiza flavimaculata
- Pipiza flavipes
- Pipiza hirsutops
- Pipiza hongheensis
- Pipiza inornata
- Pipiza lesovik
- Pipiza lugubris
- Pipiza luteibarba
- Pipiza luteitarsis
- Pipiza macrofemoralis
- Pipiza magnomaculata
- Pipiza maritima
- Pipiza moerens
- Pipiza morionella
- Pipiza mutini
- Pipiza nielseni
- Pipiza nigripilosa
- Pipiza nitidifrons
- Pipiza noctiluca
- Pipiza notabila
- Pipiza notata
- Pipiza nox
- Pipiza obscura
- Pipiza poday
- Pipiza puella
- Pipiza quadrimaculata
- Pipiza signata
- Pipiza singula
- Pipiza subinflatifrons
- Pipiza tristis
- Pipiza tuvinica
- Pipiza unimaculata
- Pipiza westsibirica
- Pipiza yezoensis